# 1648 en science
| Années de la science : 1645 - 1646 - 1647 - 1648 - 1649 - 1650 - 1651    |
| Décennies de la science : 1610 - 1620 - 1630 - 1640 - 1650 - 1660 - 1670 |

Cet article présente les faits marquants de l'année 1648 en science.

## Événements
- 19 septembre : Blaise Pascal fait vérifier les expériences de Torricelli sur la pression atmosphérique (1643) à diverses altitudes par son beau-frère Florin Périer, qui mesure les hauteurs de mercure à Clermont-Ferrand et au sommet du Puy de Dôme, et trouve des différences significatives[1].
- 20 septembre : l'explorateur russe Simon Dejnev découvre le détroit de Béring[2].

## Publications

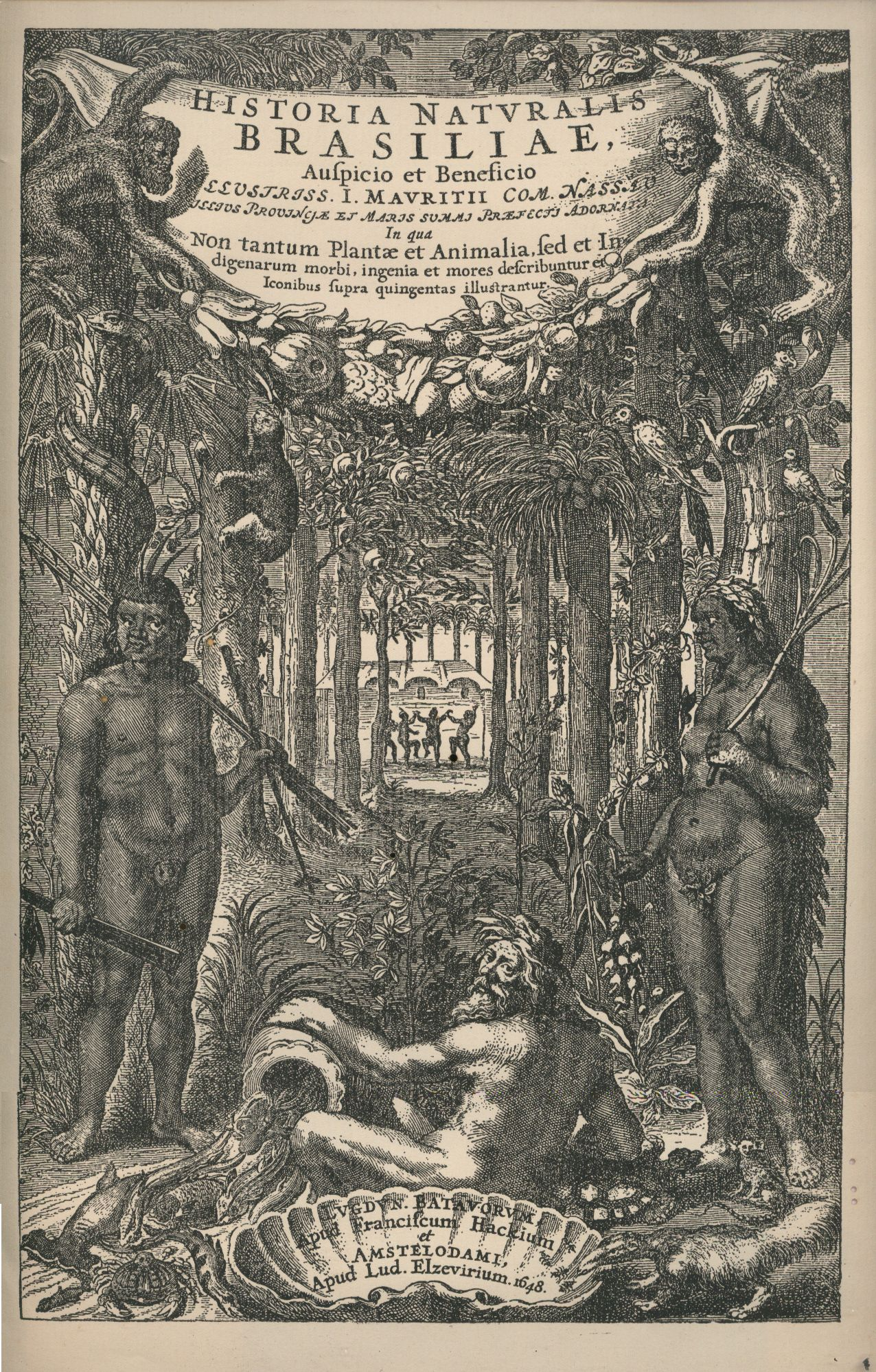
Historia Naturalis Brasiliae - Guilherme Piso

- Ulisse Aldrovandi : Musaeum metallicum, Bologne, 1648, posthume ;
- John Bainbridge : Canicularia, 1648 ;
- Mario Bettinus : Aerarium Philosophiae Mathematicae, 1648 ;
- Samuel Marolois : (de) Fortification ou architecture militaire, tant offensive que deffensive (1648), publié chez jansens par  Johan Uredeman [lire en ligne (page consultée le 15 octobre 2010)] ou sous le titre Samuel Maroloys deß weitberühmbten, hocherfahrnen Mathematici und Ingenieurs, traduction allemande de Girard [lire en ligne (page consultée le 15 octobre 2010)].
- Blaise Pascal : Récit de la grande expérience de l'équilibre des liqueurs, automne 1648.
- Willem Piso : Historia Naturalis Brasiliae … : in qua non tantum plantae et animalia, sed et indigenarum morbi, ingenia et mores describuntur et iconibus supra quingentas illustrantur.. C'est le résultat de sa mission d'exploration scientifique au Brésil ;
- Jean Baptiste van Helmont : Ortus medicinae, posthume. le livre est décrit par certains comme une transition majeure entre l'alchimie et la chimie moderne, et qui aura une influence majeure sur Robert Boyle. Le livre contient les résultats de nombreuses expériences et établit une version primitive de la loi de conservation de la masse ;

## Naissances
- 19 juillet : Jakub Kresa (mort en 1715), prêtre jésuite et mathématicien tchèque.
- 5 août : Joseph-Guichard Du Verney (mort en 1730), médecin et anatomiste français.
- 27 octobre : Nicolas Fizes (mort en 1718), mathématicien et hydrographe français.
- 15 décembre : Gregory King (mort en 1712), statisticien anglais.
- 20 décembre : Tommaso Ceva (mort en 1737), jésuite, mathématicien et poète italien.

- Jean Prestet (mort en 1690), prêtre oratorien et mathématicien français.
- Joseph Raphson (mort probablement en 1715), mathématicien anglais (date probable).

## Décès

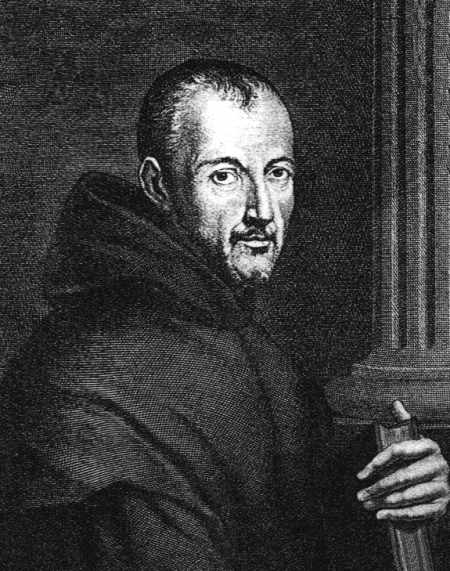
Marin Mersenne

- 1er septembre : Marin Mersenne (né en 1588), mathématicien français.